# ビートルズの曲名一覧

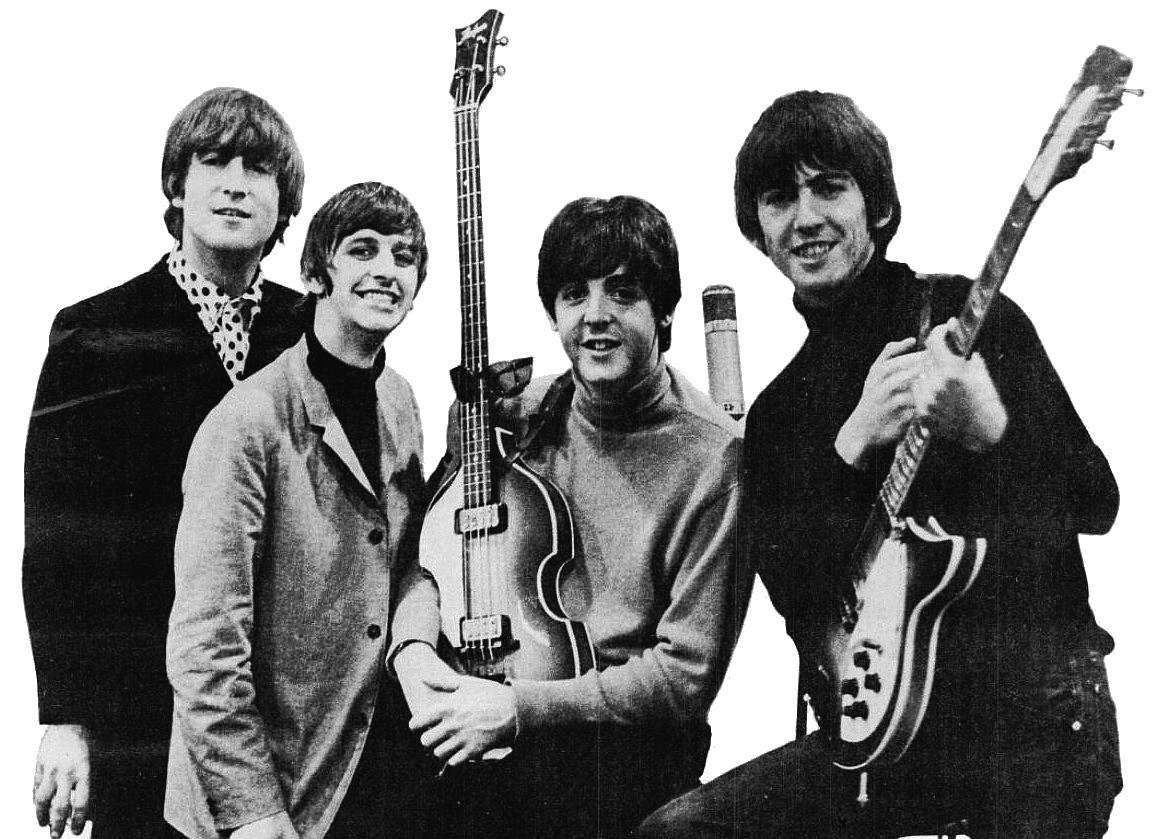
1965年撮影。写真左からジョン・レノン、リンゴ・スター、ポール・マッカートニー、ジョージ・ハリスン。

ビートルズの曲名一覧（ビートルズのきょくめいいちらん）は、イギリスのロックバンド、ビートルズの楽曲の一覧である。ビートルズは、1962年に「ラヴ・ミー・ドゥ」でデビューして以来、1970年に解散するまでに213曲もの楽曲（うち、188曲がオリジナル曲で、25曲がカバー曲）を発表している。解散後にはライブでのみ演奏された楽曲や、アルバムのレコーディング・セッションからアウトテイクを含む、100曲以上が公式に発売された。この他にも、未発表のままとなっている楽曲も存在している。
ビートルズは、「ロック史における最も偉大で影響力のあるアーティスト」と見なされており、新たな録音技術を開拓するなどポピュラー音楽に革新的な要素を導入した。ビートルズによって録音された楽曲は、ジョージ・マーティンがプロデュースを手がけており、演奏で参加した楽曲やストリングス編曲を手がけた楽曲も存在する。これらの貢献により、マーティンは「5人目のビートルズ」と称されている。
1962年から1968年まで、ビートルズの楽曲はステレオ・ミックスとモノラル・ミックスの2種類で発売され、1969年以降はステレオ・ミックスのみの発売となった。ステレオとモノラルでのミックスの差異が特徴となっており、ビートルズはモノラル・ミックスの作成に最も力を入れていた。2009年9月9日、ステレオ・ミックスのデジタル・リマスター版が世界同時発売され、モノラル・ミックスのデジタル・リマスター版もボックス・セット『ザ・ビートルズ MONO BOX』として発売された。

## 概要
1962年にEMIと契約して以来、ビートルズの各メンバーが作詞作曲に貢献した。ビートルズの楽曲の多くは、ジョン・レノンとポール・マッカートニーによって書かれた楽曲で、ジョージ・ハリスンは「ホワイル・マイ・ギター・ジェントリー・ウィープス」、「サムシング」、「ヒア・カムズ・ザ・サン」をはじめとした22曲、リンゴ・スターは「ドント・パス・ミー・バイ」と「オクトパス・ガーデン」の2曲を書いており、他の4曲では複数のメンバーの名前が共作者として表記されている。レノンもしくはマッカートニーによって書かれた楽曲は、常に「レノン＝マッカートニー」という共同名義が作曲者として表記されているが、いずれかが単独で書いた楽曲も存在しており、「ひとりぼっちのあいつ」、「ストロベリー・フィールズ・フォーエバー」、「カム・トゥゲザー」などの楽曲はレノン、「イエスタデイ」、「ヘイ・ジュード」、「レット・イット・ビー」などの楽曲はマッカートニーによって書かれた。ビートルズがカバーした楽曲には、チャック・ベリーの「ロール・オーバー・ベートーヴェン」や「ロック・アンド・ロール・ミュージック」、カール・パーキンスの「マッチボックス」や「ハニー・ドント」、ラリー・ウィリアムズの「スロウ・ダウン」や「ディジー・ミス・リジー」、リトル・リチャードの「ロング・トール・サリー」などがある。これらのカバー曲は、1963年に発売された『プリーズ・プリーズ・ミー』と『ウィズ・ザ・ビートルズ』、1964年に発売された『ビートルズ・フォー・セール』、1965年に発売された『ヘルプ!』、1970年に発売された『レット・イット・ビー』の5作のアルバムに収録されている。リード・ボーカルもバンド内で共有され、スターは基本的に1枚のアルバムにつき1曲ずつボーカルを務めていた。多くの楽曲は2声ハーモニーとなっているが、「ジス・ボーイ」、「イエス・イット・イズ」、「ビコーズ」では3声ハーモニーで歌っている。
元々はスキッフルや1950年代のロックンロールをルーツとし、初期には「シー・ラヴズ・ユー」や「抱きしめたい」などの楽曲でポップ・ミュージックを取り入れていたが、以降はフォークロック（『ヘルプ!』や『ラバー・ソウル』）やカントリー（「アクト・ナチュラリー」や「ドント・パス・ミー・バイ」）、サイケデリア（『サージェント・ペパーズ・ロンリー・ハーツ・クラブ・バンド』や『マジカル・ミステリー・ツアー』）など、その音楽様式は多岐にわたっている。特に、1968年に発売された『ザ・ビートルズ (ホワイト・アルバム)』では、スカ（「オブ・ラ・ディ、オブ・ラ・ダ」）、ブルース（「ヤー・ブルース」）、ハードロック（「ヘルター・スケルター」）、ミュジーク・コンクレート（「レボリューション9」）など、幅広い音楽様式が特徴となっている。また、「ミッシェル」や「ザ・ロング・アンド・ワインディング・ロード」など、バラード曲も存在する。ビートルズは、20世紀の他のどのロックバンドよりも、ポピュラー音楽に革新的な要素を取り入れていて、その例として初めて音源上でギターのフィードバック奏法を採用したこと（「アイ・フィール・ファイン」）、ポップ・ミュージックで初めてフェード・インを採用したこと（「エイト・デイズ・ア・ウィーク」）、テープ・ループの使用（「トゥモロー・ネバー・ノウズ」）、レコーディング・スタジオの技術を楽器として使用したこと（『リボルバー』や『サージェント・ペパーズ・ロンリー・ハーツ・クラブ・バンド』）、ポップ・ミュージックでシタールを普及させたこと（「ノルウェーの森」）などが挙げられ、加えてハリスンは「ラヴ・ユー・トゥ」、「ウィズイン・ユー・ウィズアウト・ユー」、「ジ・インナー・ライト」などインドの伝統音楽を取り入れた楽曲を作曲している。1969年に発売された『アビイ・ロード』は、モーグ・シンセサイザーの使用やヘヴィロックなギター・サウンド、B面を占める短い楽曲のメドレーが特徴となっている。
活動期に発売された作品に加え、これまでに発売されていなかった100曲以上が、多数のライブ・アルバム、コンピレーション・アルバム、デラックス・エディションを通して発売されている。この中には、デモ音源やアウトテイク、ライブでのみ演奏した曲、1990年代の『ザ・ビートルズ・アンソロジー』プロジェクトの一環で録音された「フリー・アズ・ア・バード」と「リアル・ラブ」が含まれる。ビートルズは、ポップ・ミュージック史で高い評価を受けており、影響力のあるアーティストの1つとされている。また、多数のアーティストによってカバー・バージョンが録音されている。

## 公式発表曲

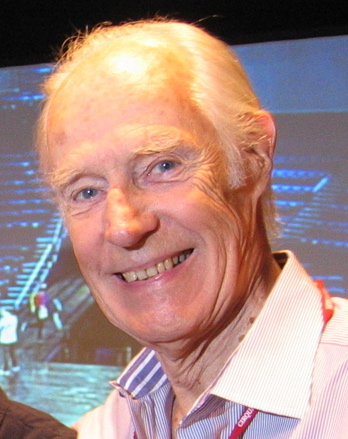
ジョージ・マーティン（2006年撮影）。ビートルズの多くの楽曲のプロデュースを手がけた。時として「5人目のビートルズ」と称されることもある。

1963年から1966年までイギリスとアメリカで、タイトルと内容が異なるアルバムが発売されていた。イギリスではアルバム未収録となっているシングル曲が、アメリカでは当時の音楽産業の通例により、直後に発売されるアルバムに収録されるというケースがいくつか存在する。1980年代のCD化以降、ビートルズのカタログを構成する正式な作品は、以下の14作のアルバムとなっている。
- 『プリーズ・プリーズ・ミー』（1963年）
- 『ウィズ・ザ・ビートルズ』（1963年）
- 『ハード・デイズ・ナイト』（1964年）
- 『ビートルズ・フォー・セール』（1964年）
- 『ヘルプ!』（1965年）
- 『ラバー・ソウル』（1965年）
- 『リボルバー』（1966年）
- 『サージェント・ペパーズ・ロンリー・ハーツ・クラブ・バンド』（1967年）
- 『マジカル・ミステリー・ツアー』（1967年）[注釈 5]
- 『ザ・ビートルズ (ホワイト・アルバム)』（1968年）
- 『イエロー・サブマリン』（1969年）
- 『アビイ・ロード』（1969年）
- 『レット・イット・ビー』（1970年）
- 『パスト・マスターズ』（1988年）[注釈 6]

| ビートルズのメンバーが作詞作曲に関わっていない楽曲 | ビートルズのメンバーが作詞作曲に関わっていない楽曲 |
| アルバム未収録のシングル                           | イギリスではアルバムに未収録となっているシングル曲 |

| 邦題                                                                                         | 原題                                                      | 収録作品                                                                             | 作曲者 | リード・ボーカル                              | 発売年 |
| -------------------------------------------------------------------------------------------- | --------------------------------------------------------- | ------------------------------------------------------------------------------------ | --- | --------------------------------------------- | ------ |
| アクロス・ザ・ユニバース                                                                     | Across the Universe                                       | レット・イット・ビー パスト・マスターズ                                              | レノン マッカートニー                                                                                            | レノン                                        | 1969   |
| アクト・ナチュラリー                                                                         | Act Naturally                                             | ヘルプ!                                                                              | ジョニー・ラッセル · ヴォニ・モリソン                                                                            | スター                                        | 1965   |
| オール・アイヴ・ゴット・トゥ・ドゥ                                                           | All I've Got to Do                                        | ウィズ・ザ・ビートルズ                                                               | レノン マッカートニー                                                                                            | レノン                                        | 1963   |
| オール・マイ・ラヴィング                                                                     | All My Loving                                             | ウィズ・ザ・ビートルズ                                                               | レノン マッカートニー                                                                                            | マッカートニー                                | 1963   |
| オール・トゥゲザー・ナウ                                                                     | All Together Now                                          | イエロー・サブマリン                                                                 | レノン マッカートニー                                                                                            | マッカートニー （レノン）                     | 1969   |
| 愛こそはすべて（オール・ユー・ニード・イズ・ラヴ）                                           | All You Need Is Love                                      | マジカル・ミステリー・ツアー イエロー・サブマリン                                    | レノン マッカートニー                                                                                            | レノン                                        | 1967   |
| アンド・アイ・ラヴ・ハー                                                                     | And I Love Her                                            | ハード・デイズ・ナイト                                                               | レノン マッカートニー                                                                                            | マッカートニー                                | 1964   |
| アンド・ユア・バード・キャン・シング                                                         | And Your Bird Can Sing                                    | リボルバー                                                                           | レノン マッカートニー                                                                                            | レノン                                        | 1966   |
| アンナ                                                                                       | Anna (Go to Him)                                          | プリーズ・プリーズ・ミー                                                             | アーサー・アレキサンダー                                                                                         | レノン                                        | 1963   |
| アナザー・ガール                                                                             | Another Girl                                              | ヘルプ!                                                                              | レノン マッカートニー                                                                                            | マッカートニー                                | 1965   |
| エニイ・タイム・アット・オール                                                               | Any Time At All                                           | ハード・デイズ・ナイト                                                               | レノン マッカートニー                                                                                            | レノン （マッカートニー）                     | 1964   |
| アスク・ミー・ホワイ                                                                         | Ask Me Why                                                | プリーズ・プリーズ・ミー                                                             | レノン マッカートニー                                                                                            | レノン                                        | 1963   |
| ベイビー・イッツ・ユー                                                                       | Baby It's You                                             | プリーズ・プリーズ・ミー                                                             | バート・バカラック · マック・デヴィッド · バーニー・ディクソン                                                   | レノン                                        | 1963   |
| ベイビー・ユーアー・ア・リッチ・マン                                                         | Baby You're a Rich Man                                    | マジカル・ミステリー・ツアー （シングル『愛こそはすべて』のB面曲）                   | レノン マッカートニー                                                                                            | レノン                                        | 1967   |
| ベイビーズ・イン・ブラック                                                                   | Baby's in Black                                           | ビートルズ・フォー・セール                                                           | レノン マッカートニー                                                                                            | レノン マッカートニー                         | 1964   |
| バック・イン・ザ・U.S.S.R.                                                                   | Back in the U.S.S.R.                                      | ザ・ビートルズ (ホワイト・アルバム)                                                  | レノン マッカートニー                                                                                            | マッカートニー                                | 1968   |
| バッド・ボーイ                                                                               | Bad Boy                                                   | パスト・マスターズ                                                                   | ラリー・ウィリアムズ                                                                                             | レノン                                        | 1965   |
| ジョンとヨーコのバラード                                                                     | The Ballad of John and Yoko                               | パスト・マスターズ                                                                   | レノン マッカートニー                                                                                            | レノン                                        | 1969   |
| ビコーズ                                                                                     | Because                                                   | アビイ・ロード                                                                       | レノン マッカートニー                                                                                            | レノン マッカートニー ハリスン                | 1969   |
| ビーイング・フォー・ザ・ベネフィット・オブ・ミスター・カイト                                 | Being for the Benefit of Mr. Kite!                        | サージェント・ペパーズ・ロンリー・ハーツ・クラブ・バンド                             | レノン マッカートニー                                                                                            | レノン                                        | 1967   |
| バースデイ                                                                                   | Birthday                                                  | ザ・ビートルズ (ホワイト・アルバム)                                                  | レノン マッカートニー                                                                                            | マッカートニー （レノン）                     | 1968   |
| ブラックバード                                                                               | Blackbird                                                 | ザ・ビートルズ (ホワイト・アルバム)                                                  | レノン マッカートニー                                                                                            | マッカートニー                                | 1968   |
| ブルー・ジェイ・ウェイ                                                                       | Blue Jay Way                                              | マジカル・ミステリー・ツアー                                                         | ハリスン | ハリスン                                      | 1967   |
| ボーイズ                                                                                     | Boys                                                      | プリーズ・プリーズ・ミー                                                             | ルーサー・ディクソン · ウェズ・ファレル                                                                          | スター                                        | 1963   |
| キャント・バイ・ミー・ラヴ                                                                   | Can't Buy Me Love                                         | ハード・デイズ・ナイト                                                               | レノン マッカートニー                                                                                            | マッカートニー                                | 1964   |
| キャリー・ザット・ウェイト                                                                   | Carry That Weight                                         | アビイ・ロード                                                                       | レノン マッカートニー                                                                                            | マッカートニー （レノン、 ハリスン、 スター） | 1969   |
| チェインズ                                                                                   | Chains                                                    | プリーズ・プリーズ・ミー                                                             | ジェリー・ゴフィン · キャロル・キング                                                                            | ハリスン                                      | 1963   |
| カム・トゥゲザー                                                                             | Come Together                                             | アビイ・ロード                                                                       | レノン マッカートニー                                                                                            | レノン                                        | 1969   |
| ザ・コンティニューイング・ストーリー・オブ・バンガロー・ビル                                 | The Continuing Story of Bungalow Bill                     | ザ・ビートルズ (ホワイト・アルバム)                                                  | レノン マッカートニー                                                                                            | レノン （オノ・ヨーコ）                       | 1968   |
| クライ・ベイビー・クライ                                                                     | Cry Baby Cry                                              | ザ・ビートルズ (ホワイト・アルバム)                                                  | レノン マッカートニー                                                                                            | レノン （マッカートニー）                     | 1968   |
| ア・デイ・イン・ザ・ライフ                                                                   | A Day in the Life                                         | サージェント・ペパーズ・ロンリー・ハーツ・クラブ・バンド                             | レノン マッカートニー                                                                                            | レノン マッカートニー                         | 1967   |
| デイ・トリッパー                                                                             | Day Tripper                                               | パスト・マスターズ （「恋を抱きしめよう」との両A面）                                 | レノン マッカートニー                                                                                            | レノン マッカートニー                         | 1965   |
| ディア・プルーデンス                                                                         | Dear Prudence                                             | ザ・ビートルズ (ホワイト・アルバム)                                                  | レノン マッカートニー                                                                                            | レノン                                        | 1968   |
| デヴィル・イン・ハー・ハート                                                                 | Devil in Her Heart                                        | ウィズ・ザ・ビートルズ                                                               | リチャード・ドラプキン                                                                                           | ハリスン                                      | 1963   |
| ディグ・ア・ポニー                                                                           | Dig a Pony                                                | レット・イット・ビー                                                                 | レノン マッカートニー                                                                                            | レノン                                        | 1970   |
| ディグ・イット                                                                               | Dig It                                                    | レット・イット・ビー                                                                 | レノン マッカートニー ハリスン スターキー                                                                        | レノン                                        | 1970   |
| ディジー・ミス・リジー                                                                       | Dizzy Miss Lizzy                                          | ヘルプ!                                                                              | ラリー・ウィリアムズ                                                                                             | レノン                                        | 1965   |
| ドゥ・ユー・ウォント・トゥ・ノウ・ア・シークレット                                           | Do You Want to Know a Secret                              | プリーズ・プリーズ・ミー                                                             | レノン マッカートニー                                                                                            | ハリスン                                      | 1963   |
| ドクター・ロバート                                                                           | Doctor Robert                                             | リボルバー                                                                           | レノン マッカートニー                                                                                            | レノン                                        | 1966   |
| ドント・バザー・ミー                                                                         | Don't Bother Me                                           | ウィズ・ザ・ビートルズ                                                               | ハリスン | ハリスン                                      | 1963   |
| ドント・レット・ミー・ダウン                                                                 | Don't Let Me Down                                         | パスト・マスターズ （シングル『ゲット・バック』のB面曲）                             | レノン マッカートニー                                                                                            | レノン                                        | 1969   |
| ドント・パス・ミー・バイ                                                                     | Don't Pass Me By                                          | ザ・ビートルズ (ホワイト・アルバム)                                                  | スターキー | スター                                        | 1968   |
| ドライヴ・マイ・カー                                                                         | Drive My Car                                              | ラバー・ソウル                                                                       | レノン マッカートニー                                                                                            | マッカートニー （レノン）                     | 1965   |
| エイト・デイズ・ア・ウィーク                                                                 | Eight Days a Week                                         | ビートルズ・フォー・セール                                                           | レノン マッカートニー                                                                                            | レノン マッカートニー                         | 1964   |
| エリナー・リグビー                                                                           | Eleanor Rigby                                             | リボルバー                                                                           | レノン マッカートニー                                                                                            | マッカートニー                                | 1966   |
| ジ・エンド                                                                                   | The End                                                   | アビイ・ロード                                                                       | レノン マッカートニー                                                                                            | マッカートニー                                | 1969   |
| エヴリー・リトル・シング                                                                     | Every Little Thing                                        | ビートルズ・フォー・セール                                                           | レノン マッカートニー                                                                                            | レノン （マッカートニー）                     | 1964   |
| エブリボディーズ・ゴット・サムシング・トゥ・ハイド・エクセプト・ミー・アンド・マイ・モンキー | Everybody's Got Something to Hide Except Me and My Monkey | ザ・ビートルズ (ホワイト・アルバム)                                                  | レノン マッカートニー                                                                                            | レノン                                        | 1968   |
| みんないい娘                                                                                 | Everybody's Trying to Be My Baby                          | ビートルズ・フォー・セール                                                           | カール・パーキンス                                                                                               | ハリスン                                      | 1964   |
| フィクシング・ア・ホール                                                                     | Fixing a Hole                                             | サージェント・ペパーズ・ロンリー・ハーツ・クラブ・バンド                             | レノン マッカートニー                                                                                            | マッカートニー                                | 1967   |
| フライング                                                                                   | Flying                                                    | マジカル・ミステリー・ツアー                                                         | レノン マッカートニー ハリスン スターキー                                                                        | インストゥルメンタル                          | 1967   |
| フール・オン・ザ・ヒル                                                                       | The Fool on the Hill                                      | マジカル・ミステリー・ツアー                                                         | レノン マッカートニー                                                                                            | マッカートニー                                | 1967   |
| フォー・ノー・ワン                                                                           | For No One                                                | リボルバー                                                                           | レノン マッカートニー                                                                                            | マッカートニー                                | 1966   |
| フォー・ユー・ブルー                                                                         | For You Blue                                              | レット・イット・ビー                                                                 | ハリスン | ハリスン                                      | 1970   |
| フロム・ミー・トゥ・ユー                                                                     | From Me to You                                            | パスト・マスターズ                                                                   | レノン マッカートニー                                                                                            | レノン （マッカートニー）                     | 1963   |
| ゲット・バック                                                                               | Get Back                                                  | レット・イット・ビー パスト・マスターズ                                              | レノン マッカートニー                                                                                            | マッカートニー                                | 1969   |
| ゲッティング・ベター                                                                         | Getting Better                                            | サージェント・ペパーズ・ロンリー・ハーツ・クラブ・バンド                             | レノン マッカートニー                                                                                            | マッカートニー                                | 1967   |
| ガール                                                                                       | Girl                                                      | ラバー・ソウル                                                                       | レノン マッカートニー                                                                                            | レノン                                        | 1965   |
| グラス・オニオン                                                                             | Glass Onion                                               | ザ・ビートルズ (ホワイト・アルバム)                                                  | レノン マッカートニー                                                                                            | レノン                                        | 1968   |
| ゴールデン・スランバー                                                                       | Golden Slumbers                                           | アビイ・ロード                                                                       | レノン マッカートニー                                                                                            | マッカートニー                                | 1969   |
| グッド・デイ・サンシャイン                                                                   | Good Day Sunshine                                         | リボルバー                                                                           | レノン マッカートニー                                                                                            | マッカートニー                                | 1966   |
| グッド・モーニング・グッド・モーニング                                                       | Good Morning Good Morning                                 | サージェント・ペパーズ・ロンリー・ハーツ・クラブ・バンド                             | レノン マッカートニー                                                                                            | レノン                                        | 1967   |
| グッド・ナイト                                                                               | Good Night                                                | ザ・ビートルズ (ホワイト・アルバム)                                                  | レノン マッカートニー                                                                                            | スター                                        | 1968   |
| ゴット・トゥ・ゲット・ユー・イントゥ・マイ・ライフ                                           | Got to Get You Into My Life                               | リボルバー                                                                           | レノン マッカートニー                                                                                            | マッカートニー                                | 1966   |
| ハッピネス・イズ・ア・ウォーム・ガン                                                         | Happiness Is a Warm Gun                                   | ザ・ビートルズ (ホワイト・アルバム)                                                  | レノン マッカートニー                                                                                            | レノン                                        | 1968   |
| ア・ハード・デイズ・ナイト                                                                   | A Hard Day's Night                                        | ハード・デイズ・ナイト                                                               | レノン マッカートニー                                                                                            | レノン （マッカートニー）                     | 1964   |
| ハロー・グッドバイ                                                                           | Hello, Goodbye                                            | マジカル・ミステリー・ツアー                                                         | レノン マッカートニー                                                                                            | マッカートニー                                | 1967   |
| ヘルプ!                                                                                      | Help!                                                     | ヘルプ!                                                                              | レノン マッカートニー                                                                                            | レノン                                        | 1965   |
| ヘルター・スケルター                                                                         | Helter Skelter                                            | ザ・ビートルズ (ホワイト・アルバム)                                                  | レノン マッカートニー                                                                                            | マッカートニー                                | 1968   |
| ハー・マジェスティ                                                                           | Her Majesty                                               | アビイ・ロード                                                                       | レノン マッカートニー                                                                                            | マッカートニー                                | 1969   |
| ヒア・カムズ・ザ・サン                                                                       | Here Comes the Sun                                        | アビイ・ロード                                                                       | ハリスン | ハリスン                                      | 1969   |
| ヒア・ゼア・アンド・エヴリホエア                                                             | Here, There and Everywhere                                | リボルバー                                                                           | レノン マッカートニー                                                                                            | マッカートニー                                | 1966   |
| ヘイ・ブルドッグ                                                                             | Hey Bulldog                                               | イエロー・サブマリン                                                                 | レノン マッカートニー                                                                                            | レノン                                        | 1969   |
| ヘイ・ジュード                                                                               | Hey Jude                                                  | パスト・マスターズ                                                                   | レノン マッカートニー                                                                                            | マッカートニー                                | 1968   |
| ホールド・ミー・タイト                                                                       | Hold Me Tight                                             | ウィズ・ザ・ビートルズ                                                               | レノン マッカートニー                                                                                            | マッカートニー                                | 1963   |
| ハニー・ドント                                                                               | Honey Don't                                               | ビートルズ・フォー・セール                                                           | カール・パーキンス                                                                                               | スター                                        | 1964   |
| ハニー・パイ                                                                                 | Honey Pie                                                 | ザ・ビートルズ (ホワイト・アルバム)                                                  | レノン マッカートニー                                                                                            | マッカートニー                                | 1968   |
| アイ・アム・ザ・ウォルラス                                                                   | I Am the Walrus                                           | マジカル・ミステリー・ツアー                                                         | レノン マッカートニー                                                                                            | レノン                                        | 1967   |
| アイ・コール・ユア・ネーム                                                                   | I Call Your Name                                          | パスト・マスターズ                                                                   | レノン マッカートニー                                                                                            | レノン                                        | 1964   |
| パーティーはそのままに                                                                       | I Don't Want to Spoil the Party                           | ビートルズ・フォー・セール                                                           | レノン マッカートニー                                                                                            | レノン （マッカートニー）                     | 1964   |
| アイ・フィール・ファイン                                                                     | I Feel Fine                                               | パスト・マスターズ                                                                   | レノン マッカートニー                                                                                            | レノン                                        | 1964   |
| アイ・ミー・マイン                                                                           | I Me Mine                                                 | レット・イット・ビー                                                                 | ハリスン | ハリスン                                      | 1970   |
| アイ・ニード・ユー                                                                           | I Need You                                                | ヘルプ!                                                                              | ハリスン | ハリスン                                      | 1965   |
| アイ・ソー・ハー・スタンディング・ゼア                                                       | I Saw Her Standing There                                  | プリーズ・プリーズ・ミー                                                             | レノン マッカートニー                                                                                            | マッカートニー                                | 1963   |
| 恋する二人                                                                                   | I Should Have Known Better                                | ハード・デイズ・ナイト                                                               | レノン マッカートニー                                                                                            | レノン                                        | 1964   |
| アイ・ウォナ・ビー・ユア・マン                                                               | I Wanna Be Your Man                                       | ウィズ・ザ・ビートルズ                                                               | レノン マッカートニー                                                                                            | スター                                        | 1963   |
| 抱きしめたい                                                                                 | I Want to Hold Your Hand                                  | パスト・マスターズ                                                                   | レノン マッカートニー                                                                                            | レノン マッカートニー                         | 1963   |
| アイ・ウォント・トゥ・テル・ユー                                                             | I Want to Tell You                                        | リボルバー                                                                           | ハリスン | ハリスン                                      | 1966   |
| アイ・ウォント・ユー                                                                         | I Want You (She's So Heavy)                               | アビイ・ロード                                                                       | レノン マッカートニー                                                                                            | レノン                                        | 1969   |
| アイ・ウィル                                                                                 | I Will                                                    | ザ・ビートルズ (ホワイト・アルバム)                                                  | レノン マッカートニー                                                                                            | マッカートニー                                | 1968   |
| アイル・ビー・バック                                                                         | I'll Be Back                                              | ハード・デイズ・ナイト                                                               | レノン マッカートニー                                                                                            | レノン （マッカートニー）                     | 1964   |
| ぼくが泣く                                                                                   | I'll Cry Instead                                          | ハード・デイズ・ナイト                                                               | レノン マッカートニー                                                                                            | レノン                                        | 1964   |
| アイル・フォロー・ザ・サン                                                                   | I'll Follow the Sun                                       | ビートルズ・フォー・セール                                                           | レノン マッカートニー                                                                                            | マッカートニー                                | 1964   |
| アイル・ゲット・ユー                                                                         | I'll Get You                                              | パスト・マスターズ （シングル『シー・ラヴズ・ユー』のB面曲）                         | レノン マッカートニー                                                                                            | レノン （マッカートニー）                     | 1963   |
| アイム・ア・ルーザー                                                                         | I'm a Loser                                               | ビートルズ・フォー・セール                                                           | レノン マッカートニー                                                                                            | レノン                                        | 1964   |
| アイム・ダウン                                                                               | I'm Down                                                  | パスト・マスターズ （シングル『ヘルプ!』のB面曲）                                    | レノン マッカートニー                                                                                            | マッカートニー                                | 1965   |
| すてきなダンス                                                                               | I'm Happy Just to Dance with You                          | ハード・デイズ・ナイト                                                               | レノン マッカートニー                                                                                            | ハリスン                                      | 1964   |
| 君はいずこへ                                                                                 | I'm Looking Through You                                   | ラバー・ソウル                                                                       | レノン マッカートニー                                                                                            | マッカートニー                                | 1965   |
| アイム・オンリー・スリーピング                                                               | I'm Only Sleeping                                         | リボルバー                                                                           | レノン マッカートニー                                                                                            | レノン                                        | 1966   |
| アイム・ソー・タイアード                                                                     | I'm So Tired                                              | ザ・ビートルズ (ホワイト・アルバム)                                                  | レノン マッカートニー                                                                                            | レノン                                        | 1968   |
| アイヴ・ガッタ・フィーリング                                                                 | I've Got a Feeling                                        | レット・イット・ビー                                                                 | レノン マッカートニー                                                                                            | マッカートニー （レノン）                     | 1970   |
| 夢の人                                                                                       | I've Just Seen a Face                                     | ヘルプ!                                                                              | レノン マッカートニー                                                                                            | マッカートニー                                | 1965   |
| 恋におちたら                                                                                 | If I Fell                                                 | ハード・デイズ・ナイト                                                               | レノン マッカートニー                                                                                            | レノン マッカートニー                         | 1964   |
| 恋をするなら                                                                                 | If I Needed Someone                                       | ラバー・ソウル                                                                       | ハリスン | ハリスン                                      | 1965   |
| イン・マイ・ライフ                                                                           | In My Life                                                | ラバー・ソウル                                                                       | レノン マッカートニー                                                                                            | レノン                                        | 1965   |
| ジ・インナー・ライト                                                                         | The Inner Light                                           | パスト・マスターズ （シングル『レディ・マドンナ』のB面曲）                           | ハリスン | ハリスン                                      | 1968   |
| イット・ウォント・ビー・ロング                                                               | It Won't Be Long                                          | ウィズ・ザ・ビートルズ                                                               | レノン マッカートニー                                                                                            | レノン                                        | 1963   |
| イッツ・オール・トゥ・マッチ                                                                 | It's All Too Much                                         | イエロー・サブマリン                                                                 | ハリスン | ハリスン                                      | 1969   |
| イッツ・オンリー・ラヴ                                                                       | It's Only Love                                            | ヘルプ!                                                                              | レノン マッカートニー                                                                                            | レノン                                        | 1965   |
| ジュリア                                                                                     | Julia                                                     | ザ・ビートルズ (ホワイト・アルバム)                                                  | レノン マッカートニー                                                                                            | レノン                                        | 1968   |
| カンサス・シティ/ヘイ・ヘイ・ヘイ・ヘイ                                                      | Kansas City/Hey-Hey-Hey-Hey!                              | ビートルズ・フォー・セール                                                           | ジェリー・リーバー · マイク・ストーラー / · リチャード・ペニーマン                                               | マッカートニー                                | 1964   |
| 抱きしめたい（ドイツ語）                                                                     | Komm, gib mir deine Hand                                  | パスト・マスターズ                                                                   | レノン マッカートニー ジャン・ニコラス ハインツ・ヘルマー                                                        | レノン マッカートニー                         | 1964   |
| レディ・マドンナ                                                                             | Lady Madonna                                              | パスト・マスターズ （シングル『レディ・マドンナ』のB面曲）                           | レノン マッカートニー                                                                                            | マッカートニー                                | 1968   |
| レット・イット・ビー                                                                         | Let It Be                                                 | レット・イット・ビー パスト・マスターズ                                              | レノン マッカートニー                                                                                            | マッカートニー                                | 1970   |
| リトル・チャイルド                                                                           | Little Child                                              | ウィズ・ザ・ビートルズ                                                               | レノン マッカートニー                                                                                            | レノン マッカートニー                         | 1963   |
| ザ・ロング・アンド・ワインディング・ロード                                                   | The Long and Winding Road                                 | レット・イット・ビー                                                                 | レノン マッカートニー                                                                                            | マッカートニー                                | 1970   |
| ロング・トール・サリー                                                                       | Long Tall Sally                                           | パスト・マスターズ                                                                   | ロバート・ブラックウェル · エノトリス・ジョンソン · リチャード・ペニーマン                                       | マッカートニー                                | 1964   |
| ロング・ロング・ロング                                                                       | Long, Long, Long                                          | ザ・ビートルズ (ホワイト・アルバム)                                                  | ハリスン | ハリスン                                      | 1968   |
| ラヴ・ミー・ドゥ                                                                             | Love Me Do                                                | プリーズ・プリーズ・ミー パスト・マスターズ                                          | レノン マッカートニー                                                                                            | マッカートニー （レノン）                     | 1962   |
| ラヴ・ユー・トゥ                                                                             | Love You To                                               | リボルバー                                                                           | ハリスン | ハリスン                                      | 1966   |
| ラヴリー・リタ                                                                               | Lovely Rita                                               | サージェント・ペパーズ・ロンリー・ハーツ・クラブ・バンド                             | レノン マッカートニー                                                                                            | マッカートニー                                | 1967   |
| ルーシー・イン・ザ・スカイ・ウィズ・ダイアモンズ                                             | Lucy in the Sky with Diamonds                             | サージェント・ペパーズ・ロンリー・ハーツ・クラブ・バンド                             | レノン マッカートニー                                                                                            | レノン                                        | 1967   |
| マギー・メイ                                                                                 | Maggie Mae                                                | レット・イット・ビー                                                                 | 民謡 | レノン （マッカートニー）                     | 1970   |
| マジカル・ミステリー・ツアー                                                                 | Magical Mystery Tour                                      | マジカル・ミステリー・ツアー                                                         | レノン マッカートニー                                                                                            | マッカートニー                                | 1967   |
| マーサ・マイ・ディア                                                                         | Martha My Dear                                            | ザ・ビートルズ (ホワイト・アルバム)                                                  | レノン マッカートニー                                                                                            | マッカートニー                                | 1968   |
| マッチボックス                                                                               | Matchbox                                                  | パスト・マスターズ                                                                   | カール・パーキンス                                                                                               | スター                                        | 1964   |
| マックスウェルズ・シルヴァー・ハンマー                                                       | Maxwell's Silver Hammer                                   | アビイ・ロード                                                                       | レノン マッカートニー                                                                                            | マッカートニー                                | 1969   |
| ミーン・ミスター・マスタード                                                                 | Mean Mr. Mustard                                          | アビイ・ロード                                                                       | レノン マッカートニー                                                                                            | レノン                                        | 1969   |
| ミッシェル                                                                                   | Michelle                                                  | ラバー・ソウル                                                                       | レノン マッカートニー                                                                                            | マッカートニー                                | 1965   |
| ミズリー                                                                                     | Misery                                                    | プリーズ・プリーズ・ミー パスト・マスターズ                                          | レノン マッカートニー                                                                                            | レノン （マッカートニー）                     | 1963   |
| マネー                                                                                       | Money (That's What I Want)                                | ウィズ・ザ・ビートルズ                                                               | ベリー・ゴーディ · ジェイニー・ブラッドフォード                                                                  | レノン                                        | 1963   |
| マザー・ネイチャーズ・サン                                                                   | Mother Nature's Son                                       | ザ・ビートルズ (ホワイト・アルバム)                                                  | レノン マッカートニー                                                                                            | マッカートニー                                | 1968   |
| ミスター・ムーンライト                                                                       | Mr. Moonlight                                             | ビートルズ・フォー・セール                                                           | ロイ・リー・ジョンソン                                                                                           | レノン                                        | 1964   |
| ザ・ナイト・ビフォア                                                                         | The Night Before                                          | ヘルプ!                                                                              | レノン マッカートニー                                                                                            | マッカートニー                                | 1965   |
| ノー・リプライ                                                                               | No Reply                                                  | ビートルズ・フォー・セール                                                           | レノン マッカートニー                                                                                            | レノン                                        | 1964   |
| ノルウェーの森（ノーウェジアン・ウッド）                                                     | Norwegian Wood (This Bird Has Flown)                      | ラバー・ソウル                                                                       | レノン マッカートニー                                                                                            | レノン                                        | 1965   |
| ナット・ア・セカンド・タイム                                                                 | Not a Second Time                                         | ウィズ・ザ・ビートルズ                                                               | レノン マッカートニー                                                                                            | レノン                                        | 1963   |
| ひとりぼっちのあいつ                                                                         | Nowhere Man                                               | ラバー・ソウル                                                                       | レノン マッカートニー                                                                                            | レノン                                        | 1965   |
| オブ・ラ・ディ、オブ・ラ・ダ                                                                 | Ob-La-Di, Ob-La-Da                                        | ザ・ビートルズ (ホワイト・アルバム)                                                  | レノン マッカートニー                                                                                            | マッカートニー                                | 1968   |
| オクトパス・ガーデン                                                                         | Octopus's Garden                                          | アビイ・ロード                                                                       | スターキー | スター                                        | 1969   |
| オー!ダーリン                                                                                | Oh! Darling                                               | アビイ・ロード                                                                       | レノン マッカートニー                                                                                            | マッカートニー                                | 1969   |
| オールド・ブラウン・シュー                                                                   | Old Brown Shoe                                            | パスト・マスターズ （シングル『ジョンとヨーコのバラード』のB面曲）                   | ハリスン | ハリスン                                      | 1969   |
| ワン・アフター・909                                                                          | One After 909                                             | レット・イット・ビー                                                                 | レノン マッカートニー                                                                                            | レノン （マッカートニー）                     | 1970   |
| オンリー・ア・ノーザン・ソング                                                               | Only a Northern Song                                      | イエロー・サブマリン                                                                 | ハリスン | ハリスン                                      | 1969   |
| P.S.アイ・ラヴ・ユー                                                                         | P.S. I Love You                                           | プリーズ・プリーズ・ミー パスト・マスターズ                                          | レノン マッカートニー                                                                                            | マッカートニー                                | 1962   |
| ペイパーバック・ライター                                                                     | Paperback Writer                                          | パスト・マスターズ                                                                   | レノン マッカートニー                                                                                            | マッカートニー                                | 1966   |
| ペニー・レイン                                                                               | Penny Lane                                                | マジカル・ミステリー・ツアー （「ストロベリー・フィールズ・フォーエバー」との両A面） | レノン マッカートニー                                                                                            | マッカートニー                                | 1967   |
| ピッギーズ                                                                                   | Piggies                                                   | ザ・ビートルズ (ホワイト・アルバム)                                                  | ハリスン | ハリスン                                      | 1968   |
| プリーズ・ミスター・ポストマン                                                               | Please Mister Postman                                     | ウィズ・ザ・ビートルズ                                                               | ジョージア・ドビンズ · ウィリアム・ガレット · ブライアン・ホーランド · ロバート・ベイトマン · フレディ・ゴーマン | レノン                                        | 1963   |
| プリーズ・プリーズ・ミー                                                                     | Please Please Me                                          | プリーズ・プリーズ・ミー パスト・マスターズ                                          | レノン マッカートニー                                                                                            | レノン マッカートニー                         | 1963   |
| ポリシーン・パン                                                                             | Polythene Pam                                             | アビイ・ロード                                                                       | レノン マッカートニー                                                                                            | レノン                                        | 1969   |
| レイン                                                                                       | Rain                                                      | パスト・マスターズ                                                                   | レノン マッカートニー                                                                                            | レノン                                        | 1966   |
| レボリューション                                                                             | Revolution                                                | パスト・マスターズ （シングル『ヘイ・ジュード』のB面曲）                             | レノン マッカートニー                                                                                            | レノン                                        | 1968   |
| レボリューション1                                                                            | Revolution 1                                              | ザ・ビートルズ (ホワイト・アルバム)                                                  | レノン マッカートニー                                                                                            | レノン                                        | 1968   |
| レボリューション9                                                                            | Revolution 9                                              | ザ・ビートルズ (ホワイト・アルバム)                                                  | レノン マッカートニー                                                                                            | サウンドコラージュ                            | 1968   |
| ロック・アンド・ロール・ミュージック                                                         | Rock and Roll Music                                       | ビートルズ・フォー・セール                                                           | チャック・ベリー                                                                                                 | レノン                                        | 1964   |
| ロッキー・ラックーン                                                                         | Rocky Raccoon                                             | ザ・ビートルズ (ホワイト・アルバム)                                                  | レノン マッカートニー                                                                                            | マッカートニー                                | 1968   |
| ロール・オーバー・ベートーヴェン                                                             | Roll Over Beethoven                                       | ウィズ・ザ・ビートルズ                                                               | チャック・ベリー                                                                                                 | ハリスン                                      | 1963   |
| 浮気娘                                                                                       | Run for Your Life                                         | ラバー・ソウル                                                                       | レノン マッカートニー                                                                                            | レノン                                        | 1965   |
| サボイ・トラッフル                                                                           | Savoy Truffle                                             | ザ・ビートルズ (ホワイト・アルバム)                                                  | ハリスン | ハリスン                                      | 1968   |
| セクシー・セディー                                                                           | Sexy Sadie                                                | ザ・ビートルズ (ホワイト・アルバム)                                                  | レノン マッカートニー                                                                                            | レノン                                        | 1968   |
| サージェント・ペパーズ・ロンリー・ハーツ・クラブ・バンド                                     | Sgt. Pepper's Lonely Hearts Club Band                     | サージェント・ペパーズ・ロンリー・ハーツ・クラブ・バンド                             | レノン マッカートニー                                                                                            | マッカートニー                                | 1967   |
| サージェント・ペパーズ・ロンリー・ハーツ・クラブ・バンド (リプライズ)                        | Sgt. Pepper's Lonely Hearts Club Band (Reprise)           | サージェント・ペパーズ・ロンリー・ハーツ・クラブ・バンド                             | レノン マッカートニー                                                                                            | マッカートニー レノン ハリスン                | 1967   |
| シー・ケイム・イン・スルー・ザ・バスルーム・ウィンドー                                       | She Came In Through the Bathroom Window                   | アビイ・ロード                                                                       | レノン マッカートニー                                                                                            | マッカートニー                                | 1969   |
| シー・ラヴズ・ユー                                                                           | She Loves You                                             | パスト・マスターズ                                                                   | レノン マッカートニー                                                                                            | レノン マッカートニー                         | 1963   |
| シー・セッド・シー・セッド                                                                   | She Said She Said                                         | リボルバー                                                                           | レノン マッカートニー                                                                                            | レノン                                        | 1966   |
| シーズ・ア・ウーマン                                                                         | She's a Woman                                             | パスト・マスターズ （シングル『アイ・フィール・ファイン』のB面曲）                   | レノン マッカートニー                                                                                            | マッカートニー                                | 1964   |
| シーズ・リーヴィング・ホーム                                                                 | She's Leaving Home                                        | サージェント・ペパーズ・ロンリー・ハーツ・クラブ・バンド                             | レノン マッカートニー                                                                                            | マッカートニー （レノン）                     | 1967   |
| シー・ラヴズ・ユー（ドイツ語）                                                               | Sie liebt dich                                            | パスト・マスターズ （シングル『抱きしめたい（ドイツ語）』のB面曲）                   | レノン マッカートニー ジャン・ニコラス ハインツ・ヘルマー                                                        | レノン マッカートニー                         | 1964   |
| スロウ・ダウン                                                                               | Slow Down                                                 | パスト・マスターズ                                                                   | ラリー・ウィリアムズ                                                                                             | レノン                                        | 1964   |
| サムシング                                                                                   | Something                                                 | アビイ・ロード                                                                       | ハリスン | ハリスン                                      | 1969   |
| ストロベリー・フィールズ・フォーエバー                                                       | Strawberry Fields Forever                                 | マジカル・ミステリー・ツアー （「ペニー・レイン」との両A面）                         | レノン マッカートニー                                                                                            | レノン                                        | 1967   |
| サン・キング                                                                                 | Sun King                                                  | アビイ・ロード                                                                       | レノン マッカートニー                                                                                            | レノン （マッカートニー、 ハリスン）          | 1969   |
| 蜜の味                                                                                       | A Taste of Honey                                          | プリーズ・プリーズ・ミー                                                             | ボビー・スコット · リック・マーロー                                                                              | マッカートニー                                | 1963   |
| タックスマン                                                                                 | Taxman                                                    | リボルバー                                                                           | ハリスン | ハリスン                                      | 1966   |
| テル・ミー・ホワット・ユー・シー                                                             | Tell Me What You See                                      | ヘルプ!                                                                              | レノン マッカートニー                                                                                            | マッカートニー （レノン）                     | 1965   |
| テル・ミー・ホワイ                                                                           | Tell Me Why                                               | ハード・デイズ・ナイト                                                               | レノン マッカートニー                                                                                            | レノン                                        | 1964   |
| サンキュー・ガール                                                                           | Thank You Girl                                            | パスト・マスターズ （シングル『フロム・ミー・トゥ・ユー』のB面曲）                   | レノン マッカートニー                                                                                            | レノン （マッカートニー）                     | 1963   |
| ゼアズ・ア・プレイス                                                                         | There's a Place                                           | プリーズ・プリーズ・ミー                                                             | レノン マッカートニー                                                                                            | マッカートニー                                | 1963   |
| 今日の誓い                                                                                   | Things We Said Today                                      | ハード・デイズ・ナイト                                                               | レノン マッカートニー                                                                                            | マッカートニー                                | 1964   |
| 嘘つき女                                                                                     | Think for Yourself                                        | ラバー・ソウル                                                                       | ハリスン | ハリスン                                      | 1965   |
| ジス・ボーイ                                                                                 | This Boy                                                  | パスト・マスターズ （シングル『抱きしめたい』（イギリス盤）のB面曲）                 | レノン マッカートニー                                                                                            | レノン （マッカートニー、 ハリスン）          | 1963   |
| 涙の乗車券（ティケット・トゥ・ライド）                                                       | Ticket To Ride                                            | ヘルプ!                                                                              | レノン マッカートニー                                                                                            | レノン                                        | 1965   |
| ティル・ゼア・ウォズ・ユー                                                                   | Till There Was You                                        | ウィズ・ザ・ビートルズ                                                               | メレディス・ウィルソン                                                                                           | マッカートニー                                | 1963   |
| トゥモロー・ネバー・ノウズ                                                                   | Tomorrow Never Knows                                      | リボルバー                                                                           | レノン マッカートニー                                                                                            | レノン                                        | 1966   |
| ツイスト・アンド・シャウト                                                                   | Twist and Shout                                           | プリーズ・プリーズ・ミー                                                             | フィル・メドレー · バート・ラッセル                                                                              | レノン                                        | 1963   |
| トゥ・オブ・アス                                                                             | Two of Us                                                 | レット・イット・ビー                                                                 | レノン マッカートニー                                                                                            | マッカートニー （レノン）                     | 1970   |
| ウェイト                                                                                     | Wait                                                      | ラバー・ソウル                                                                       | レノン マッカートニー                                                                                            | レノン マッカートニー                         | 1965   |
| 恋を抱きしめよう                                                                             | We Can Work It Out                                        | パスト・マスターズ （「デイ・トリッパー」との両A面）                                 | レノン マッカートニー                                                                                            | マッカートニー                                | 1965   |
| 消えた恋                                                                                     | What Goes On                                              | ラバー・ソウル                                                                       | レノン マッカートニー スターキー                                                                                 | スター                                        | 1965   |
| ホワット・ユー・アー・ドゥーイング                                                           | What You're Doing                                         | ビートルズ・フォー・セール                                                           | レノン マッカートニー                                                                                            | マッカートニー                                | 1964   |
| 家に帰れば                                                                                   | When I Get Home                                           | ハード・デイズ・ナイト                                                               | レノン マッカートニー                                                                                            | レノン                                        | 1964   |
| ホエン・アイム・シックスティ・フォー                                                         | When I'm Sixty-Four                                       | サージェント・ペパーズ・ロンリー・ハーツ・クラブ・バンド                             | レノン マッカートニー                                                                                            | マッカートニー                                | 1967   |
| ホワイル・マイ・ギター・ジェントリー・ウィープス                                             | While My Guitar Gently Weeps                              | ザ・ビートルズ (ホワイト・アルバム)                                                  | ハリスン | ハリスン                                      | 1968   |
| ホワイ・ドント・ウィ・ドゥ・イット・イン・ザ・ロード                                         | Why Don't We Do It in the Road?                           | ザ・ビートルズ (ホワイト・アルバム)                                                  | レノン マッカートニー                                                                                            | マッカートニー                                | 1968   |
| ワイルド・ハニー・パイ                                                                       | Wild Honey Pie                                            | ザ・ビートルズ (ホワイト・アルバム)                                                  | レノン マッカートニー                                                                                            | マッカートニー                                | 1968   |
| ウィズ・ア・リトル・ヘルプ・フロム・マイ・フレンズ                                           | With a Little Help from My Friends                        | サージェント・ペパーズ・ロンリー・ハーツ・クラブ・バンド                             | レノン マッカートニー                                                                                            | スター                                        | 1967   |
| ウィズイン・ユー・ウィズアウト・ユー                                                         | Within You Without You                                    | サージェント・ペパーズ・ロンリー・ハーツ・クラブ・バンド                             | レノン マッカートニー                                                                                            | マッカートニー                                | 1967   |
| 愛のことば                                                                                   | The Word                                                  | ラバー・ソウル                                                                       | レノン マッカートニー                                                                                            | レノン                                        | 1965   |
| ワーズ・オブ・ラヴ                                                                           | Words of Love                                             | ビートルズ・フォー・セール                                                           | バディ・ホリー                                                                                                   | レノン マッカートニー                         | 1964   |
| イエロー・サブマリン                                                                         | Yellow Submarine                                          | リボルバー イエロー・サブマリン                                                      | レノン マッカートニー                                                                                            | スター                                        | 1966   |
| ヤー・ブルース                                                                               | Yer Blues                                                 | ザ・ビートルズ (ホワイト・アルバム)                                                  | レノン マッカートニー                                                                                            | レノン                                        | 1968   |
| イエス・イット・イズ                                                                         | Yes It Is                                                 | パスト・マスターズ （シングル『涙の乗車券』のB面曲）                                 | レノン マッカートニー                                                                                            | レノン （マッカートニー、 ハリスン）          | 1965   |
| イエスタデイ                                                                                 | Yesterday                                                 | ヘルプ!                                                                              | レノン マッカートニー                                                                                            | マッカートニー                                | 1965   |
| ユー・キャント・ドゥ・ザット                                                                 | You Can't Do That                                         | ハード・デイズ・ナイト                                                               | レノン マッカートニー                                                                                            | レノン                                        | 1964   |
| ユー・ノウ・マイ・ネーム                                                                     | You Know My Name (Look Up the Number)                     | パスト・マスターズ （シングル『レット・イット・ビー』のB面曲）                       | レノン マッカートニー                                                                                            | レノン マッカートニー                         | 1970   |
| ユー・ライク・ミー・トゥ・マッチ                                                             | You Like Me Too Much                                      | ヘルプ!                                                                              | ハリスン | ハリスン                                      | 1965   |
| ユー・ネヴァー・ギヴ・ミー・ユア・マネー                                                     | You Never Give Me Your Money                              | アビイ・ロード                                                                       | レノン マッカートニー                                                                                            | マッカートニー                                | 1969   |
| ユー・リアリー・ゴッタ・ホールド・オン・ミー                                                 | You Really Got a Hold On Me                               | ウィズ・ザ・ビートルズ                                                               | スモーキー・ロビンソン                                                                                           | レノン ハリスン                               | 1963   |
| ユー・ウォント・シー・ミー                                                                   | You Won't See Me                                          | ラバー・ソウル                                                                       | レノン マッカートニー                                                                                            | マッカートニー                                | 1965   |
| 恋のアドバイス                                                                               | You're Going to Lose That Girl                            | ヘルプ!                                                                              | レノン マッカートニー                                                                                            | レノン                                        | 1965   |
| 悲しみはぶっとばせ                                                                           | You've Got to Hide Your Love Away                         | ヘルプ!                                                                              | レノン マッカートニー                                                                                            | レノン                                        | 1965   |
| ユア・マザー・シュッド・ノウ                                                                 | Your Mother Should Know                                   | マジカル・ミステリー・ツアー                                                         | レノン マッカートニー                                                                                            | マッカートニー                                | 1967   |

## その他の作品に収録の楽曲
活動期に発売された作品に加え、ビートルズによって録音された100曲を超える楽曲が発売されている。そのうち1曲は1967年に放送されたテレビ映画『マジカル・ミステリー・ツアー』、3曲は1970年に公開された映画『レット・イット・ビー』にのみ登場した楽曲となっている。1994年に発売された『ザ・ビートルズ・ライヴ!! アット・ザ・BBC』は、1963年から1965年にかけてBBCラジオの番組での演奏を集めた作品で、番組内で録音されたカバー曲も収録されている。2013年には『オン・エア〜ライヴ・アット・ザ・BBC Vol.2』が発売された。1990年代の『ザ・ビートルズ・アンソロジー』プロジェクトでは、レノンが生前に残したデモ音源を基に、マッカートニー、ハリスン、スターの3人で完成させた「フリー・アズ・ア・バード」と「リアル・ラヴ」に加えて、アルバムのレコーディング・セッションのアウトテイク、ライブでのみ演奏した曲が発売された。以降もコンピレーション・アルバムやデラックス・エディションを通してデモ音源やアウトテイクが発売されている。
| ビートルズのメンバーが作詞作曲に関わっていない楽曲 | ビートルズのメンバーが作詞作曲に関わっていない楽曲 |
| ライブ録音された楽曲                               | ライブ録音された楽曲                               |

| 邦題                                                                                 | 原題                                              | 収録作品                                                                   | 作曲者                                                                                            | リード・ボーカル                                                                 | 録音年              | 発売年 |
| ------------------------------------------------------------------------------------ | ------------------------------------------------- | -------------------------------------------------------------------------- | ------------------------------------------------------------------------------------------------- | -------------------------------------------------------------------------------- | ------------------- | ------ |
| 12・バー・オリジナル                                                                 | 12-Bar Original                                   | アンソロジー2                                                              | レノン マッカートニー ハリスン スターキー                                                         | インストゥルメンタル                                                             | 1965                | 1996   |
| エイント・シー・スウィート                                                           | Ain't She Sweet                                   | アンソロジー1                                                              | ジャック・イェレン · ミルトン・エイジャー                                                         | レノン                                                                           | 1961                | 1995   |
| エイント・シー・スウィート                                                           | Ain't She Sweet                                   | アンソロジー3                                                              | ジャック・イェレン · ミルトン・エイジャー                                                         | マッカートニー                                                                   | 1969                | 1996   |
| オール・シングス・マスト・パス                                                       | All Things Must Pass                              | アンソロジー3                                                              | ハリスン                                                                                          | ハリスン                                                                         | 1969                | 1996   |
| バッド・トゥ・ミー                                                                   | Bad to Me                                         | The Beatles Bootleg Recordings 1963                                        | レノン マッカートニー                                                                             | レノン                                                                           | 1963                | 2013   |
| ビューティフル・ドリーマー                                                           | Beautiful Dreamer                                 | オン・エア〜ライヴ・アット・ザ・BBC Vol.2                                  | スティーブン・フォスター · ジェリー・ゴフィン · ジャック・ケラー                                  | マッカートニー                                                                   | 1963                | 2013   |
| ベサメ・ムーチョ                                                                     | Besame Mucho                                      | アンソロジー1                                                              | コンスエロ・ベラスケス · サニー・スカイラー                                                       | マッカートニー                                                                   | 1962                | 1995   |
| ブルー・ムーン                                                                       | Blue Moon                                         | ザ・ビートルズ (ホワイト・アルバム) ＜スーパー・デラックス・エディション＞ | リチャード・ロジャース · ロレンツ・ハート                                                         | マッカートニー                                                                   | 1968                | 2018   |
| キャン・ユー・テイク・ミー・バック?                                                  | Can You Take Me Back?                             | ザ・ビートルズ (ホワイト・アルバム) ＜スーパー・デラックス・エディション＞ | レノン マッカートニー                                                                             | マッカートニー                                                                   | 1968                | 2018   |
| キャロル                                                                             | Carol                                             | ザ・ビートルズ・ライヴ!! アット・ザ・BBC                                   | チャック・ベリー                                                                                  | レノン                                                                           | 1963                | 1994   |
| カイエンヌ                                                                           | Cayenne                                           | アンソロジー1                                                              | マッカートニー                                                                                    | インストゥルメンタル                                                             | 1960                | 1995   |
| チャイルド・オブ・ネイチャー                                                         | Child of Nature                                   | ザ・ビートルズ (ホワイト・アルバム) ＜スーパー・デラックス・エディション＞ | レノン                                                                                            | レノン                                                                           | 1968                | 2018   |
| クリスマス・タイム                                                                   | Christmas Time (Is Here Again)                    | アルバム未収録曲 （シングル『フリー・アズ・ア・バード』のB面曲）           | レノン マッカートニー ハリスン スターキー                                                         | レノン マッカートニー ハリスン スターキー                                        | 1967                | 1995   |
| サークルズ                                                                           | Circles                                           | ザ・ビートルズ (ホワイト・アルバム) ＜スーパー・デラックス・エディション＞ | ハリスン                                                                                          | ハリスン                                                                         | 1968                | 2018   |
| クララベラ                                                                           | Clarabella                                        | ザ・ビートルズ・ライヴ!! アット・ザ・BBC                                   | フランク・ピンタトール                                                                            | マッカートニー                                                                   | 1963                | 1994   |
| カム・アンド・ゲット・イット                                                         | Come and Get It                                   | アンソロジー3                                                              | マッカートニー                                                                                    | マッカートニー                                                                   | 1969                | 1996   |
| クライ・フォー・ア・シャドウ                                                         | Cry for a Shadow                                  | アンソロジー1                                                              | レノン ハリスン                                                                                   | インストゥルメンタル                                                             | 1961                | 1995   |
| クライング、ウェイティング、ホーピング                                               | Crying, Waiting, Hoping                           | ザ・ビートルズ・ライヴ!! アット・ザ・BBC                                   | バディ・ホリー                                                                                    | ハリスン                                                                         | 1963                | 1994   |
| ドント・エヴァー・チェンジ                                                           | Don't Ever Change                                 | ザ・ビートルズ・ライヴ!! アット・ザ・BBC                                   | ジェリー・ゴフィン · キャロル・キング                                                             | ハリスン マッカートニー                                                          | 1963                | 1994   |
| フリー・アズ・ア・バード                                                             | Free as a Bird                                    | アンソロジー1                                                              | レノン マッカートニー ハリスン スターキー                                                         | レノン マッカートニー ハリスン                                                   | 1977                | 1995   |
| グラッド・オール・オーヴァー                                                         | Glad All Over                                     | ザ・ビートルズ・ライヴ!! アット・ザ・BBC                                   | ロイ・C・ベネット · シド・テッパート · アーロン・シェロダー                                       | ハリスン                                                                         | 1963                | 1994   |
| グッドバイ                                                                           | Goodbye                                           | アビイ・ロード (50周年スーパー・デラックス・エディション)                  | レノン マッカートニー                                                                             | マッカートニー                                                                   | 1969                | 2019   |
| ハレルヤ、アイ・ラヴ・ハー・ソー                                                     | Hallelujah, I Love Her So                         | アンソロジー1                                                              | レイ・チャールズ                                                                                  | マッカートニー                                                                   | 1960                | 1995   |
| ハロー・リトル・ガール                                                               | Hello Little Girl                                 | アンソロジー1                                                              | レノン マッカートニー                                                                             | レノン                                                                           | 1962                | 1995   |
| ザ・ヒッピー・ヒッピー・シェイク                                                     | The Hippy Hippy Shake                             | ザ・ビートルズ・ライヴ!! アット・ザ・BBC                                   | チャン・ロメオ                                                                                    | マッカートニー                                                                   | 1963                | 1994   |
| ザ・ハネムーン・ソング                                                               | The Honeymoon Song                                | ザ・ビートルズ・ライヴ!! アット・ザ・BBC                                   | ミキス・テオドラキス · ウィリアム・サンソム                                                       | マッカートニー                                                                   | 1963                | 1994   |
| ハウ・ドゥ・ユー・ドゥ・イット                                                       | How Do You Do It?                                 | アンソロジー1                                                              | ミッチ・マレイ                                                                                    | レノン                                                                           | 1962                | 1995   |
| アイ・フォガット・トゥ・リメンバー・トゥ・フォゲット                                 | I Forgot to Remember to Forget                    | ザ・ビートルズ・ライヴ!! アット・ザ・BBC                                   | スタン・ケスラー · チャーリー・フェザーズ                                                         | ハリスン                                                                         | 1964                | 1994   |
| アイ・ゴット・ア・ウーマン                                                           | I Got a Woman                                     | ザ・ビートルズ・ライヴ!! アット・ザ・BBC                                   | レイ・チャールズ                                                                                  | レノン                                                                           | 1963                | 1994   |
| アイ・ゴット・トゥ・ファインド・マイ・ベイビー                                       | I Got to Find My Baby                             | ザ・ビートルズ・ライヴ!! アット・ザ・BBC                                   | チャック・ベリー                                                                                  | レノン                                                                           | 1963                | 1994   |
| アイ・ジャスト・ドント・アンダースタンド                                             | I Just Don't Understand                           | ザ・ビートルズ・ライヴ!! アット・ザ・BBC                                   | チャック・ベリー                                                                                  | レノン                                                                           | 1963                | 1994   |
| アイル・ビー・オン・マイ・ウェイ                                                     | I'll Be on My Way                                 | ザ・ビートルズ・ライヴ!! アット・ザ・BBC                                   | レノン マッカートニー                                                                             | マッカートニー レノン                                                            | 1963                | 1994   |
| アイム・ゴナ・シット・ライト・ダウン・アンド・クライ                                 | I'm Gonna Sit Right Down and Cry (Over You)       | ザ・ビートルズ・ライヴ!! アット・ザ・BBC                                   | ジョー・トーマス · ハワード・ビグス                                                               | レノン                                                                           | 1963                | 1994   |
| アイム・イン・ラヴ                                                                   | I'm in Love                                       | The Beatles Bootleg Recordings 1963                                        | レノン マッカートニー                                                                             | レノン                                                                           | 1963                | 2013   |
| アイム・トーキング・アバウト・ユー                                                   | I'm Talking About You                             | オン・エア〜ライヴ・アット・ザ・BBC Vol.2                                  | チャック・ベリー                                                                                  | レノン                                                                           | 1963                | 2013   |
| イフ・ユーヴ・ガット・トラブル                                                       | If You've Got Trouble                             | アンソロジー2                                                              | レノン マッカートニー                                                                             | スター                                                                           | 1965                | 1996   |
| イン・スパイト・オブ・オール・ザ・デインジャー                                       | In Spite of All the Danger                        | アンソロジー1                                                              | マッカートニー ハリスン                                                                           | レノン マッカートニー                                                            | 1958                | 1995   |
| （邦題不明）                                                                         | Jazz Piano Song                                   | レット・イット・ビー (映画)                                                | マッカートニー スターキー                                                                         | マッカートニー スター                                                            | 1969                | 1970   |
| （邦題不明）                                                                         | Jessie's Dream                                    | マジカル・ミステリー・ツアー (映画)                                        | マッカートニー スターキー                                                                         | マッカートニー スター                                                            | 1969                | 1970   |
| ジョニー・B.グッド                                                                   | Johnny B. Goode                                   | ザ・ビートルズ・ライヴ!! アット・ザ・BBC                                   | チャック・ベリー                                                                                  | レノン                                                                           | 1964                | 1994   |
| ジャンク                                                                             | Junk                                              | アンソロジー3                                                              | マッカートニー                                                                                    | マッカートニー                                                                   | 1968                | 1996   |
| キープ・ユア・ハンズ・オフ・マイ・ベイビー                                           | Keep Your Hands off My Baby                       | ザ・ビートルズ・ライヴ!! アット・ザ・BBC                                   | ジェリー・ゴフィン · キャロル・キング                                                             | レノン                                                                           | 1963                | 1994   |
| ローディ・ミス・クローディ                                                           | Lawdy Miss Clawdy                                 | レット・イット・ビー (映画)                                                | ロイド・プライス                                                                                  | レノン                                                                           | 1969                | 1970   |
| リーヴ・マイ・キトゥン・アローン                                                     | Leave My Kitten Alone                             | アンソロジー1                                                              | レイ・チャールズ                                                                                  | レノン                                                                           | 1960                | 1995   |
| レンド・ミー・ユア・コム                                                             | Lend Me Your Comb                                 | アンソロジー1                                                              | ケイ・トゥーミー · フレッド・ワイズ · ベン・ワイズマン                                            | レノン マッカートニー                                                            | 1963                | 1995   |
| ライク・ドリーマーズ・ドゥ                                                           | Like Dreamers Do                                  | アンソロジー1                                                              | レノン マッカートニー                                                                             | マッカートニー                                                                   | 1962                | 1995   |
| ロンサム・ティアーズ・イン・マイ・アイズ                                             | Lonesome Tears in My Eyes                         | ザ・ビートルズ・ライヴ!! アット・ザ・BBC                                   | ジョニー・バーネット · ドーシー・バーネット · ポール・バリソン · アル・モーティマー               | レノン                                                                           | 1963                | 1994   |
| ルシール                                                                             | Lucille                                           | ザ・ビートルズ・ライヴ!! アット・ザ・BBC                                   | リトル・リチャード · アルバート・コリンズ                                                         | マッカートニー                                                                   | 1963                | 1994   |
| メイルマン、ブリング・ミー・ノー・モア・ブルース                                     | Mailman, Bring Me No More Blues                   | アンソロジー3                                                              | ルース・ロバーツ · ビル・カッツ · スタンリー・クレイトン                                          | レノン                                                                           | 1969                | 1996   |
| メンフィス、テネシー                                                                 | Memphis, Tennessee                                | ザ・ビートルズ・ライヴ!! アット・ザ・BBC                                   | チャック・ベリー                                                                                  | レノン                                                                           | 1963                | 1994   |
| ムーンライト・ベイ                                                                   | Moonlight Bay                                     | アンソロジー1                                                              | パーシー・ウェンリッチ · エドワード・マッデン                                                     | レノン · マッカートニー · ハリスン · エリック・モーレキャンベ · アーニー・ワイズ | 1963                | 1995   |
| マイ・ボニー                                                                         | My Bonnie                                         | アンソロジー1                                                              | 民謡                                                                                              | トニー・シェリダン                                                               | 1961                | 1995   |
| ノット・ギルティ                                                                     | Not Guilty                                        | アンソロジー3                                                              | ハリスン                                                                                          | ハリスン                                                                         | 1968                | 1996   |
| ナッシン・シェイキン                                                                 | Nothin' Shakin'                                   | ザ・ビートルズ・ライヴ!! アット・ザ・BBC                                   | エディ・フォンテイン · シリノ・コラクライ · ダイアン・ランパート · ジョン・グラック・ジュニア     | ハリスン                                                                         | 1963                | 1994   |
| ナウ・アンド・ゼン                                                                   | Now and Then                                      | ザ・ビートルズ 1967年〜1970年 2023エディション                             | レノン                                                                                            | レノン マッカートニー                                                            | 1979 1995 2022 2023 | 2023   |
| ウー!マイ・ソウル                                                                    | Ooh! My Soul                                      | ザ・ビートルズ・ライヴ!! アット・ザ・BBC                                   | リチャード・ペニーマン                                                                            | ハリスン                                                                         | 1963                | 1994   |
| リアル・ラヴ                                                                         | Real Love                                         | アンソロジー2                                                              | レノン                                                                                            | レノン                                                                           | 1979                | 1996   |
| リップ・イット・アップ〜シェイク・ラトル・アンド・ロール〜ブルー・スエード・シューズ | Rip It Up/Shake, Rattle and Roll/Blue Suede Shoes | アンソロジー3                                                              | ロバート・ブラックウェル · ジョン・マラスカルコ / · チャールズ・カルフーン / · カール・パーキンス | レノン マッカートニー                                                            | 1969                | 1996   |
| サーチン                                                                             | Searchin'                                         | アンソロジー1                                                              | ジェリー・リーバー · マイク・ストーラー                                                           | マッカートニー                                                                   | 1962                | 1995   |
| ザ・シーク・オブ・アラビ                                                             | The Sheik of Araby                                | アンソロジー1                                                              | ハリー・B・スミス · フランスィス・ウィーラー · テッド・スナイダー                                 | ハリスン                                                                         | 1962                | 1995   |
| ア・ショット・オブ・リズム・アンド・ブルーズ                                         | A Shot of Rhythm and Blues                        | ザ・ビートルズ・ライヴ!! アット・ザ・BBC                                   | エディ・フォンテイン · シリノ・コラクライ · ダイアン・ランパート · ジョン・グラック・ジュニア     | ハリスン                                                                         | 1963                | 1994   |
| シャウト                                                                             | Shout                                             | アンソロジー1                                                              | ルドルフ・アイズレー · ロナルド・アイズレー · オケリー・アイズレー                                | レノン マッカートニー ハリスン スター                                            | 1964                | 1995   |
| ソー・ハウ・カム                                                                     | So How Come (No One Loves Me)                     | ザ・ビートルズ・ライヴ!! アット・ザ・BBC                                   | ブライアント夫妻                                                                                  | ハリスン                                                                         | 1963                | 1994   |
| ソルジャー・オブ・ラヴ                                                               | Soldier of Love (Lay Down Your Arms)              | ザ・ビートルズ・ライヴ!! アット・ザ・BBC                                   | バズ・ケーソン · トニー・ムーン                                                                   | レノン                                                                           | 1963                | 1994   |
| サム・アザー・ガイ                                                                   | Some Other Guy                                    | ザ・ビートルズ・ライヴ!! アット・ザ・BBC                                   | ジェリー・リーバー · マイク・ストーラー · リッチー・バレット                                      | レノン マッカートニー                                                            | 1963                | 1994   |
| サワー・ミルク・シー                                                                 | Sour Milk Sea                                     | ザ・ビートルズ (ホワイト・アルバム) ＜スーパー・デラックス・エディション＞ | ハリスン                                                                                          | ハリスン                                                                         | 1968                | 2018   |
| ステップ・インサイド・ラヴ/ロス・パラノイアス                                        | Step Inside Love/Los Paranoias                    | アンソロジー3                                                              | レノン マッカートニー / レノン マッカートニー ハリスン スターキー                                 | マッカートニー                                                                   | 1968                | 1996   |
| セントルイス・ブルース                                                               | St. Louis Blues                                   | ザ・ビートルズ (ホワイト・アルバム) ＜スーパー・デラックス・エディション＞ | W.C.ハンディ                                                                                      | マッカートニー                                                                   | 1968                | 2018   |
| シュアー・トゥ・フォール                                                             | Sure to Fall (In Love with You)                   | ザ・ビートルズ・ライヴ!! アット・ザ・BBC                                   | カール・パーキンス · クイントン・クランチ · ビル・カントレル                                      | マッカートニー                                                                   | 1963                | 1994   |
| （邦題不明）                                                                         | Suzy Parker                                       | レット・イット・ビー (映画)                                                | レノン マッカートニー ハリスン スターキー                                                         | レノン                                                                           | 1969                | 1970   |
| スウィート・リトル・シックスティーン                                                 | Sweet Little Sixteen                              | ザ・ビートルズ・ライヴ!! アット・ザ・BBC                                   | チャック・ベリー                                                                                  | レノン                                                                           | 1963                | 1994   |
| テディ・ボーイ                                                                       | Teddy Boy                                         | アンソロジー3                                                              | マッカートニー                                                                                    | マッカートニー                                                                   | 1969                | 1996   |
| ザット・ミーンズ・ア・ロット                                                         | That Means a Lot                                  | アンソロジー2                                                              | レノン マッカートニー                                                                             | マッカートニー                                                                   | 1965                | 1996   |
| ザットル・ビー・ザ・デイ                                                             | That'll Be the Day                                | アンソロジー1                                                              | ジェリー・アリソン · バディ・ホリー · ノーマン・ペティ                                            | レノン                                                                           | 1958                | 1995   |
| ザッツ・オール・ライト                                                               | That's All Right (Mama)                           | ザ・ビートルズ・ライヴ!! アット・ザ・BBC                                   | アーサー・クルーダップ                                                                            | マッカートニー                                                                   | 1963                | 1994   |
| スリー・クール・キャッツ                                                             | Three Cool Cats                                   | アンソロジー1                                                              | ジェリー・リーバー · マイク・ストーラー                                                           | ハリスン                                                                         | 1962                | 1995   |
| トゥ・ノウ・ハー・イズ・トゥ・ラヴ・ハー                                             | To Know Her Is to Love Her                        | ザ・ビートルズ・ライヴ!! アット・ザ・BBC                                   | フィル・スペクター                                                                                | レノン                                                                           | 1963                | 1994   |
| トゥ・マッチ・モンキー・ビジネス                                                     | Too Much Monkey Business                          | ザ・ビートルズ・ライヴ!! アット・ザ・BBC                                   | チャック・ベリー                                                                                  | レノン                                                                           | 1963                | 1994   |
| ホワッツ・ザ・ニュー・メリー・ジェーン                                               | What's the New Mary Jane                          | アンソロジー3                                                              | レノン マッカートニー                                                                             | レノン                                                                           | 1968                | 1996   |
| ユー・ノウ・ホワット・トゥ・ドゥ                                                     | You Know What to Do                               | アンソロジー1                                                              | ハリスン                                                                                          | ハリスン                                                                         | 1964                | 1995   |
| ヤング・ブラッド                                                                     | Young Blood                                       | ザ・ビートルズ・ライヴ!! アット・ザ・BBC                                   | ジェリー・リーバー · マイク・ストーラー · ドク・ポーマス                                          | ハリスン                                                                         | 1963                | 1994   |
| ビール・ビー・マイン                                                                 | You'll Be Mine                                    | アンソロジー1                                                              | レノン                                                                                            | マッカートニー                                                                   | 1960                | 1995   |
| ベイビー・アイ・ドント・ケア                                                         | (You're So Square) Baby I Don't Care              | ザ・ビートルズ (ホワイト・アルバム) ＜スーパー・デラックス・エディション＞ | ジェリー・リーバー · マイク・ストーラー                                                           | マッカートニー                                                                   | 1968                | 2018   |